# Folia Malaysiana
Folia Malaysiana (abreviado Folia Malaysiana) fue una revista ilustrada con descripciones botánicas que fue editada en Malasia. Fueron publicados dos números en los años 2000-2001. 